# Holubyho kopanice
Holubyho kopanice este o arie protejată (arie specială de conservare — SAC, sit de importanță comunitară — SCI) din Slovacia întinsă pe o suprafață de 3.900,06 ha, integral pe uscat.

## Localizare
Centrul sitului Holubyho kopanice este situat la coordonatele 48°51′52″N 17°46′16″E / 48.864372°N 17.77114°E.

## Înființare
Situl Holubyho kopanice a fost declarat sit de importanță comunitară în aprilie 2004 pentru a proteja 23 de specii de animale. Situl a fost protejat și ca arie specială de conservare în martie 2004.

## Biodiversitate
Situată în ecoregiunea alpină, aria protejată conține 14 habitate naturale: Tufărișuri subcontinentale peripanonice, Pajiști uscate seminaturale și facies de acoperire cu tufișuri pe substraturi calcaroase (Festuco-Brometalia) (* situri importante pentru orhidee), Păduri de fag din Europa Centrală dezvoltate pe sol calcaros cu Cephalanthero-Fagion, Peșteri inaccesibile publicului, Izvoare petrifiante cu formare de travertin (Cratoneurion), Păduri pe pante, grohotișuri și ravene de Tilio-Acerion, Păduri de fag Luzulo-Fagetum, Mlaștini alcaline, Păduri de fag subalpine medio-europene cu Acer și Rumex arifolius, Fânețe de joasă altitudine (Alopecurus pratensis, Sanguisorba officinalis), Păduri de fag Asperulo-Fagetum, Păduri panonice cu Quercus pubescens, Liziere de ierburi înalte hidrofile de câmpie și de nivel montan până la alpin, Pajiști uscate seminaturale și facies de acoperire cu tufișuri pe substraturi calcaroase (Festuco-Brometalia) (* situri importante pentru orhidee).
La baza desemnării sitului se află mai multe specii protejate:
- păsări (8): șorecar încălțat (Buteo lagopus), presură sură (Emberiza calandra), ciocârlan (Galerida cristata), Locustella naevia, ciuf-pitic (Otus scops), mărăcinar negru (Saxicola torquatus), guguștiuc (Streptopelia decaocto), sturzul viilor (Turdus iliacus)
- amfibieni (1): izvoraș-cu-burta-galbenă (Bombina variegata)
- mamifere (2): liliac cârn (Barbastella barbastellus), liliac comun (Myotis myotis)
- nevertebrate (11): albilița portocalie (Colias myrmidone), fluturele de noapte (Eriogaster catax), fluturele flitirar (Euphydryas maturna), Euplagia quadripunctaria, rădașcă (Lucanus cervus), fluturele purpuriu (Lycaena dispar), phengaris nausithous (Maculinea nausithous), Maculinea teleius, Rosalia alpina, Vertigo angustior, Vertigo moulinsiana
- pești (1): zglăvoacă (Cottus gobio)

Pe lângă speciile protejate, pe teritoriul sitului au mai fost identificate 64 de specii de plante, 1 specie de păsări, 7 specii de amfibieni, 22 de specii de mamifere, 8 specii de nevertebrate, 4 specii de pești, 6 specii de reptile.